# Deutschland akut
Deutschland akut war eine von Friedemann Schmidt, später Claus Strunz moderierte, Talkshow des deutschen Nachrichtensenders N24. Die Erstausstrahlung fand am 20. April 2011 statt. 2013 übernahm Claus Strunz die Moderation. Diese Staffel war eine Kooperation mit der Tageszeitung Die Welt. Am 9. Dezember 2013 kündigte die Axel Springer AG an, die N24 Media GmbH zu 100 Prozent zu übernehmen und die Redaktionen von N24 und Die Welt zusammenzulegen.

## Konzept und Ablauf
Der Apotheker Friedemann Schmidt diskutierte mit verschiedenen Gästen aus Politik und Gesellschaft ein aktuelles und relevantes gesellschaftspolitisches Thema welches Deutschland bewegt. Die Anzahl der Talkgäste war nicht festgelegt. Da der Moderator hauptberuflich als Apotheker tätig ist, kennt er durch den täglichen Kontakt mit seinen Kunden die Probleme und Fragen, die die Menschen beschäftigen.

## Produktion und Ausstrahlung
Produziert wird die halbstündige Sendung in einem Studio vor Publikum von Schmidt Media. Bis 2013 wurden fünf Staffeln gesendet.
| Staffel | Produzierte Episoden | Staffelpremiere  | Staffelfinale     |
| ------- | -------------------- | ---------------- | ----------------- |
| 1       | 10                   | 20. April 2011   | 22. Juni 2011     |
| 2       | 10                   | 5. Oktober 2011  | 7. Dezember 2011  |
| 3       | 10                   | 7. März 2012     | 16. Mai 2012      |
| 4       | 10                   | 17. Oktober 2012 | 19. Dezember 2012 |
| 5       | 20                   | 12. Juni 2013    | 4. Dezember 2013  |

## Quoten
Die erste Sendung startete mit guten Quoten für N24. Der Marktanteil bei den 14- bis 49-jährigen Zuschauern lag bei 1,7 % und bei den 14- bis 29-Jährigen bei sehr guten 4,2 %. Die Sendung behandelte das Thema „Sind wir fit für den Gau?“.